# ドゥニ・セヴォズ
ドゥニ・セヴォズ（Denis Sevoz、1836年? - 1896年10月14日）は、明治時代にお雇い外国人として来日したフランスの鉱山技師である。姓はセボス、セヴォス、セヴォース等とも表記される。

## 経歴・人物
サン＝テティエンヌの鉱山学校卒業。卒業後の1856年にフランス各地で鉱山技師を務めた。
これによって、1870年（明治3年）1月17日当時滞日していた同じ鉱山学校出身のジャン・フランシスク・コワニエの招聘により来日した。工部省経営の生野銀山に雇われ、そこで同銀山の技師長あったコワニエと共に調査や研究に携わった。また、セヴォズの月給は570円という当時の金額では高額であり、名を馳せた。
その後日本人女性（竹田屋きよ）と結婚し、二人の間に一人息子のルイ・セヴォズが生まれ幸せな人生を過ごしていた。しかし、1871年（明治4年）に発生した焼き討ち事件により彼女は追放され、子供のルイはコワニエの養子となった。これがきっかけで、同年9月30日に突如帰国した。帰国後はフレイザンの製鉄工場に勤務し、技術指導にあたった。1894年にはスペインに移住し、そこでも鉱山技術の指導にあたったが2年後の1896年に同地で急逝した。